# Hangest-en-Santerre
Hangest-en-Santerre település Franciaországban, Somme megyében. Lakosainak száma 1024 fő (2022. január 1.). Hangest-en-Santerre Arvillers, Davenescourt, Fresnoy-en-Chaussée, Le Plessier-Rozainvillers, Le Quesnel és Trois-Rivières községekkel határos.

## Népesség
A település népességének változása:
| Lakosok száma | 1026 | 1028 | 1031 | 1016 | 1014 | 1012 | 1010 | 1020 | 1024 |
|               | 2013 | 2015 | 2016 | 2017 | 2018 | 2019 | 2020 | 2021 | 2022 |